# Корьо (готель)
Готель Корі (кор. 고려호텔) — четвертий за висотою хмарочос Пхеньяну і другий за розмірами готель у столиці. Знаходиться в центрі Пхеньяну.

## Опис
Готель включає в себе дві 143-метрові вежі по 40 поверхів кожна. На вершинах обох веж встановлені ресторани, що обертаються. Готель був побудований в 1985 році, відкритий в 1986 році. В готелі є 400 висококомфортабельних номерів, спортзал, магазин із сувенірами та кінотеатр. Вхід в готель являє собою пащу нефритового дракона шириною 9 метрів і прикрашений мозаїкою з напівдорогоцінного каміння.

## См. також
- Готель Рюген
- Готель Янггакдо Інтернешнал